# Андо (Нара)
Андо́ (яп. 安堵町, あんどちょう, андо тьо ) — містечко в Японії, у північно-західній частині префектури Нара.